# Клекотна
Клекотна (пол. Klekotna, нім. Charlottenthal) — село в Польщі, у гміні Добродзень Олеського повіту Опольського воєводства.
Населення — 211 осіб (2011).
У 1975-1998 роках село належало до Ченстоховського воєводства.

## Демографія
Демографічна структура станом на 31 березня 2011 року:
|          | Загалом | Допрацездатний вік | Працездатний вік | Постпрацездатний вік |
| -------- | ------- | ------------------ | ---------------- | -------------------- |
| Чоловіки | 102     | 17                 | 68               | 17                   |
| Жінки    | 109     | 21                 | 71               | 17                   |
| Разом    | 211     | 38                 | 139              | 34                   |